# Phyllocnistis chrysophthalma
Phyllocnistis chrysophthalma är en fjärilsart som beskrevs av Edward Meyrick 1915. Phyllocnistis chrysophthalma ingår i släktet Phyllocnistis och familjen styltmalar. Inga underarter finns listade i Catalogue of Life.